# Franz von Nopcsa

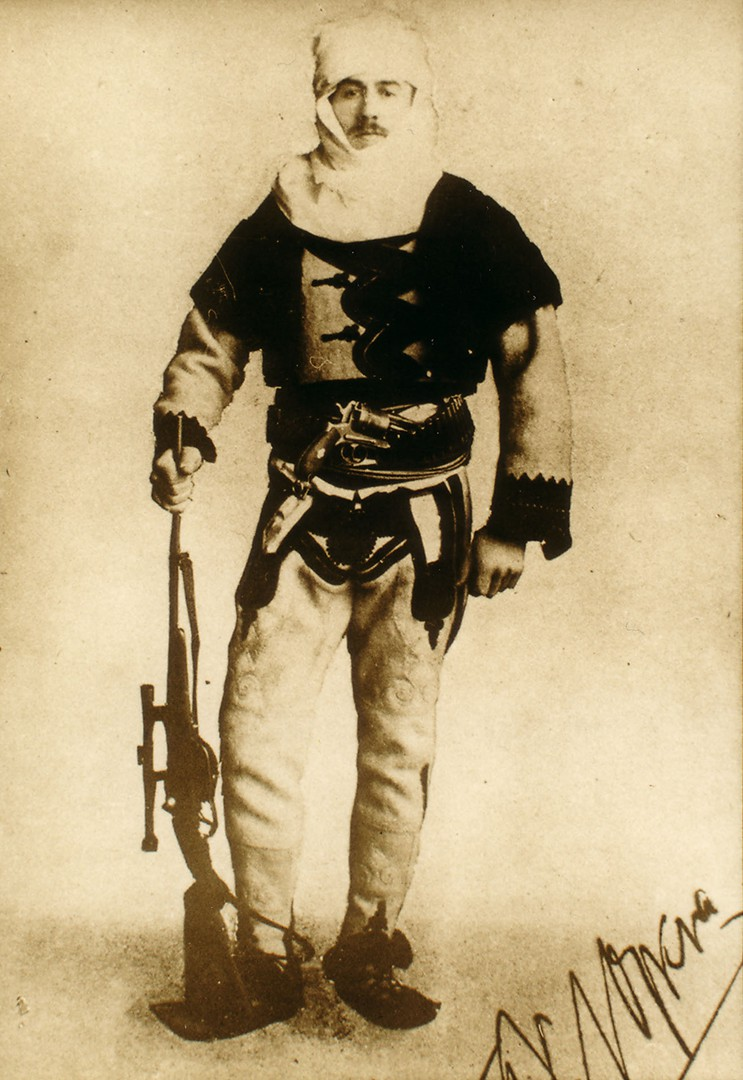
Baron Franz Nopcsa in albanischer Tracht 1915

Franz von Nopcsa (vollständig Franz Baron Nopcsa von Felső-Szilvas; * 3. Mai 1877 auf Gut Szacsal bei Hatzeg in Siebenbürgen, Österreich-Ungarn; † 25. April 1933 in Wien) war ein ungarisch-österreichischer Paläontologe, Geologe und einer der führenden Albanologen seiner Zeit.

## Leben
Franz Baron Nopcsa von Felső-Szilvas entstammte dem ungarischen Adel. Zu seinen Vorfahren zählte auch das Geschlecht der Szilvássy, das sich bis in das 13. Jahrhundert zurückverfolgen lässt. Sein gleichnamiger Onkel (* 1815 in Felsőfarkadin, Siebenbürgen; † 1904 in Szecseleváros, Siebenbürgen) war einer der höchsten Hofbeamten der k.u.k. Monarchie und von 1868 bis 1894 Obersthofmeister der Kaiserin Elisabeth.
Baron Nopcsa war vom 20. April 1925 bis 28. November 1928 Direktor des Ungarischen Geologischen Instituts in Budapest. Über seine Mitgliedschaften in zahlreichen wissenschaftlichen Gesellschaften unterhielt er auch vielfältige Arbeitskontakte in Europa. Darüber hinaus war er Verfasser von etwa 150 Publikationen. Sein bedeutendstes Werk, eine über 3000 Seiten umfassende Arbeit über Albanien, wurde hingegen nie veröffentlicht. Das Manuskript soll sich heute in Albanien befinden.

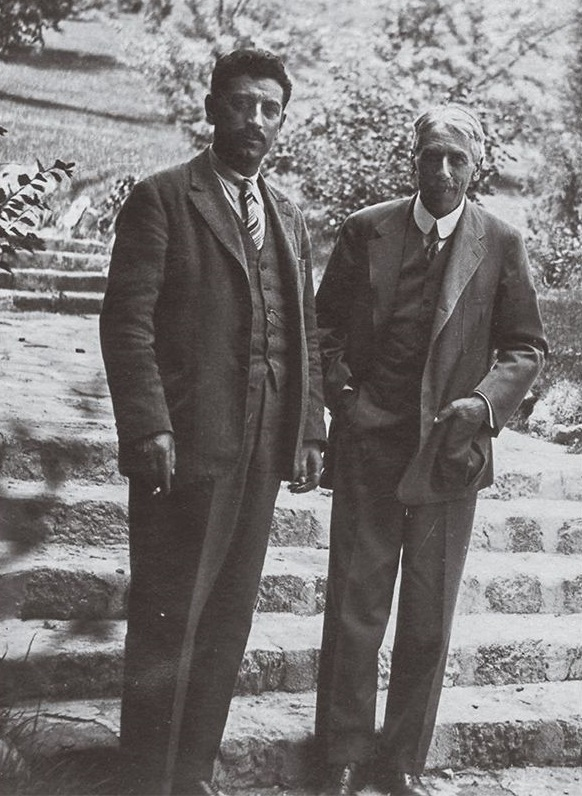
Franz von Nopcsa (rechts) und Bajazid Doda, ca. 1931

Nopcsa starb durch Selbstmord am 25. April 1933 in Wien, nachdem er zuvor seinen Partner, den Albaner Bajazid Elmaz Doda, erschossen hatte. Sein inzwischen aufgelassenes Grab befand sich im Urnenhain der Feuerhalle Simmering (Abteilung 3, Ring 3, Gruppe 8, Nummer 44). Der Nachlass befindet sich an verschiedenen Orten: paläontologische Werke sind im British Museum, die albanologischen Werke in der Österreichischen Nationalbibliothek und die Notizbücher in der Nationalbibliothek Albaniens.

## Mitgliedschaften
- Zoological Society of London
- Geological Society of London
- Geologische Gesellschaft in Wien
- 1912 Paläontologische Gesellschaft[6]
- Akademie von Bologna
- Ungarische Akademie der Wissenschaften
- Ungarische Geologische Gesellschaft
- Ungarische Geographische Gesellschaft
- Gesellschaft für Erdkunde

Aufzählung u. a. nach Hála

## Werke (Auswahl)
- Dinosaurierreste aus Siebenbürgen. I. Schädel von Limnosaurus transsylvanicus nov. gen. et spec. Denkschriften der kaiserlichen Akademie der Wissenschaften Wien, 68. Band, 1900, S. 555–591.
- Dinosaurierreste aus Siebenbürgen II (Schädelreste von Mochlodon) mit einem Anhange: Zur Phylogenie der Ornithopodiden. Denkschriften der kaiserlichen Akademie der Wissenschaften Wien, 72. Band, 1902
- Dinosaurierreste aus Siebenbürgen III (Weitere Schädelreste von Mochlodon). Denkschriften der kaiserlichen Akademie der Wissenschaften Wien, 74. Band, 1904
- Aus Šala und Klementi : albanische Wanderungen. Sarajevo, 1910 archive.org
- Haus und Hausrat im katholischen Nordalbanien. Sarajevo, 1912 archive.org
- Geographie und Geologie Nordalbaniens. Budapest: Inst. Regni Hungariae Geologicum, 1929
- Dinosaurierreste aus Siebenbürgen V. Budapest: Inst. Regni Hungariae Geologicum, 1929
- Zur Geologie der Küstenketten Nordalbaniens. Mitt. aus dem JB der kgl. Ungar. Geol. Anstalt, Budapest: Kgl. Ungar. Univ.-Buchdr., 1925
- Albanien. Bauten, Trachten und Geräte Nordalbaniens. Berlin: de Gruyter & Co., 1925